# Gabby Barrett
Gabrielle Bernadette "Gabby" Barrett, född 5 mars 2000 i Munhall i Pennsylvania, är en amerikansk countrysångare och skådespelare.
Barrett deltog år 2018 i TV-programmet American Idols sextonde säsong på TV-kanalen ABC, där hon lyckades placera sig på en tredjeplats. Hon släppte sedan sin debutsingel "I Hope", som placerade sig bland topp 10 på Hot Country Songs. Den blev därefter en stor topp 3-hit på Billboard Hot 100, samt certifierad med en sjudubbel platina, detta av branschorganisationen RIAA. Hennes debutalbum, Goldmine, släpptes den 19 juni 2020.
Barrett gifte sig med Cade Foehner, som hon träffade under sin tid i American Idol, den 5 oktober 2019. Tillsammans har de tre barn, två döttrar och en son, födda 2021 (äldsta dottern), 2022 (sonen) och 2024 (yngsta dottern). Under år 2025 debuterade hon som skådespelare Trey Edward Shults kommande film Hurry Up Tomorrow, där hon bland annat spelar mot The Weeknd (Abel Tesfaye), Jenna Ortega och Barry Keoghan.